# Jaskinia Gorenicka
Jaskinia Gorenicka – jaskinia na południe od wsi Gorenice, Góry Kominki i Góry Kamionka na granicy gminy Olkusz z gminą Krzeszowice i na północny zachód od Doliny Eliaszówki w województwie małopolskim. Znajduje się na zalesionym obszarze Wyżynie Olkuskiej będącej częścią Wyżyny Krakowsko-Częstochowskiej.

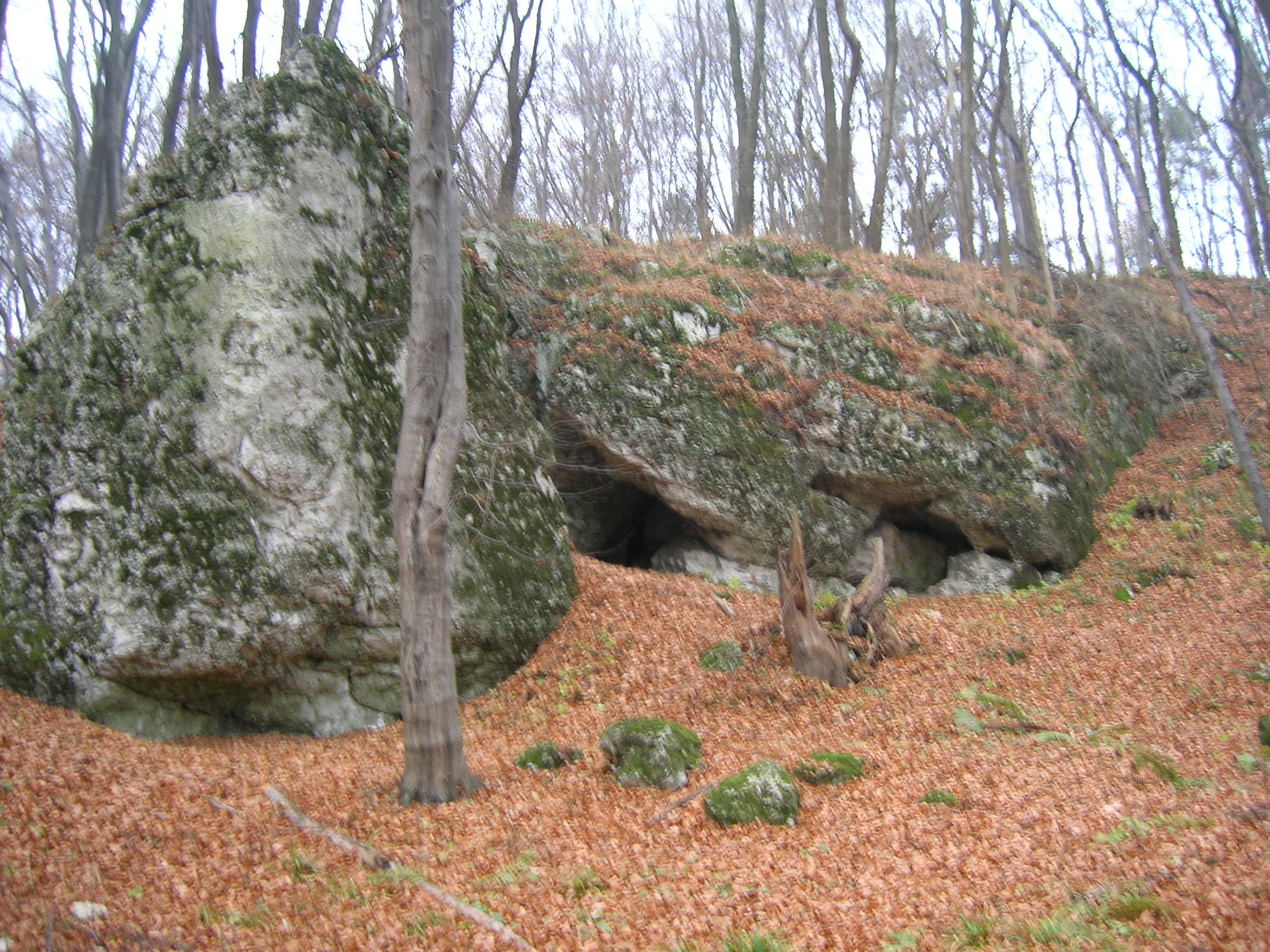
Otwór jaskini

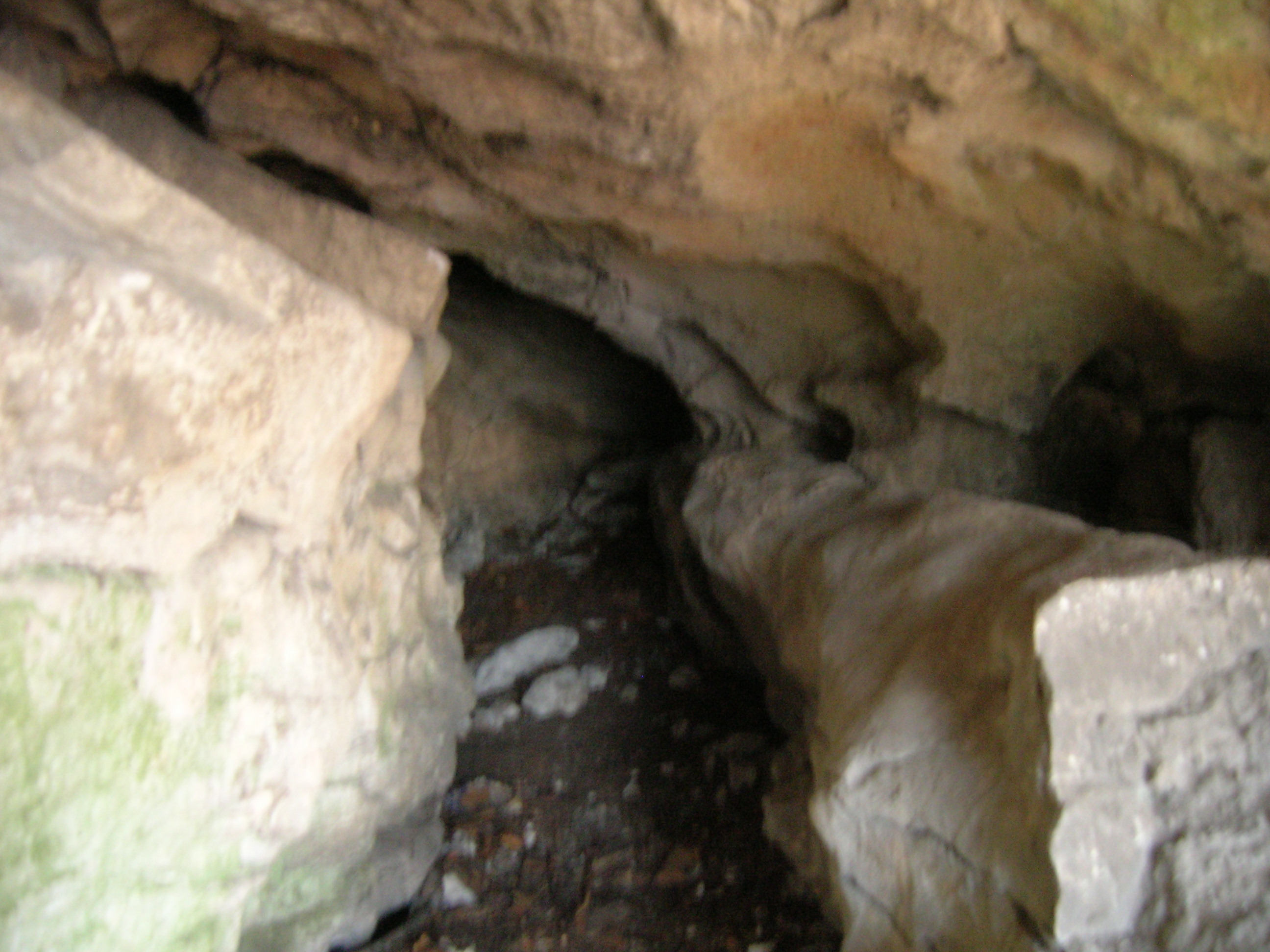
Wnętrze

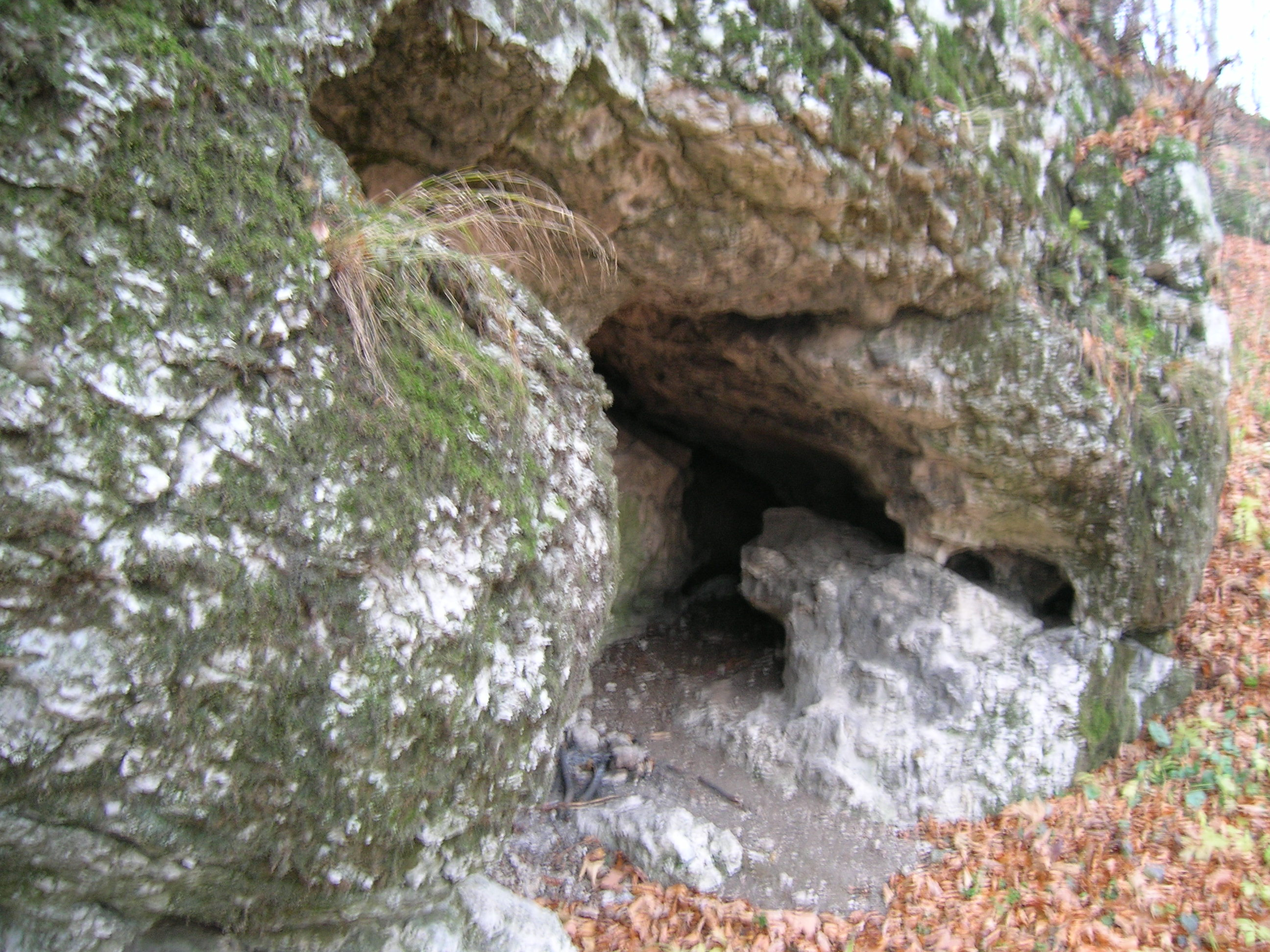

## Opis jaskini
- długość: 73 m
- głębokość: 1 m
- przewyższenie: 7m
- wysokość otworów: 435 m n.p.m.

Większa część korytarzy Jaskini Gorenickiej jest jasna. Główny ciąg jaskini tworzy kręty korytarz łączący dwa otwory. W rozszerzeniu korytarza znajduje się 7-metrowy komin, który wyprowadza na powierzchnię nad skałami. Spod niego prowadzi w głąb masywu ciasny, 15-metrowej długości korytarz, zamknięty „polewą”. Korytarze jaskini są wymodelowane przez wodę. Namulisko zostało całkowicie wyeksploatowane, w związku z tym pełny profil korytarzy ma zaznaczony wyraźnie dawny poziomem namuliska.

## Historia poznania i eksploracji
Jaskinia znana jest od dawna, ale odwiedzana jest rzadko, znajduje się bowiem na uboczu, z dala od głównych dróg i szlaków turystycznych. W roku 1878 wyeksploatowano namulisko na cele nawozowe specjalnie wykopanym pionowym otworem. Powodem takiego rozwiązania była odmowa zezwolenia właściciela terenu, na którym znajdowały się naturalne otwory jaskini – klasztoru w Czernej – na prowadzenie eksploatacji. Römer pisze: Znaleziono w nim liczne kości ludzkie, ceramikę, narzędzia krzemienne, spaleniska oraz kości niedźwiedzia jaskiniowego, renifera i mamuta, a także licznie zwierząt współczesnych. W 1911 r. S.J. Czarnowski wymienia jaskinie pod nazwą Jaskinia Paczółtowicka, ale błędnie podaje jej lokalizację. Po raz pierwszy sporządził  plan i opis jaskini Kazimierz Kowalski w 1951 r.. Aktualny plan jaskini sporządzili A. Górny i M. Szelerewicz na podstawie planów i pomiarów M. Czepiela.